# كزرانة
كَزَرانة أو كَزَرانو أو (نقحرة: كَزَرانة) (بالإيطالية: Casarano)‏ هي بلدة وبلدية في مقاطعة لتشه في إقليم بولية في جنوب إيطاليا.

## السكان
في سنة 1861 بلغ عدد السكان 4٬035 نسمة، وتطور العدد ليصل في سنة 2011 لـ 20٬489 نسمة.
يظهر هذا المخطط البياني تطور النمو السكاني لـ كَزَرانة

## توأمة
لكَزَرانة اتفاقيات توأمة مع كل من:
- شَرلُروَرة
- مانوبيلو

## أعلام
- فرانسيسكو فيراري